# Albiate

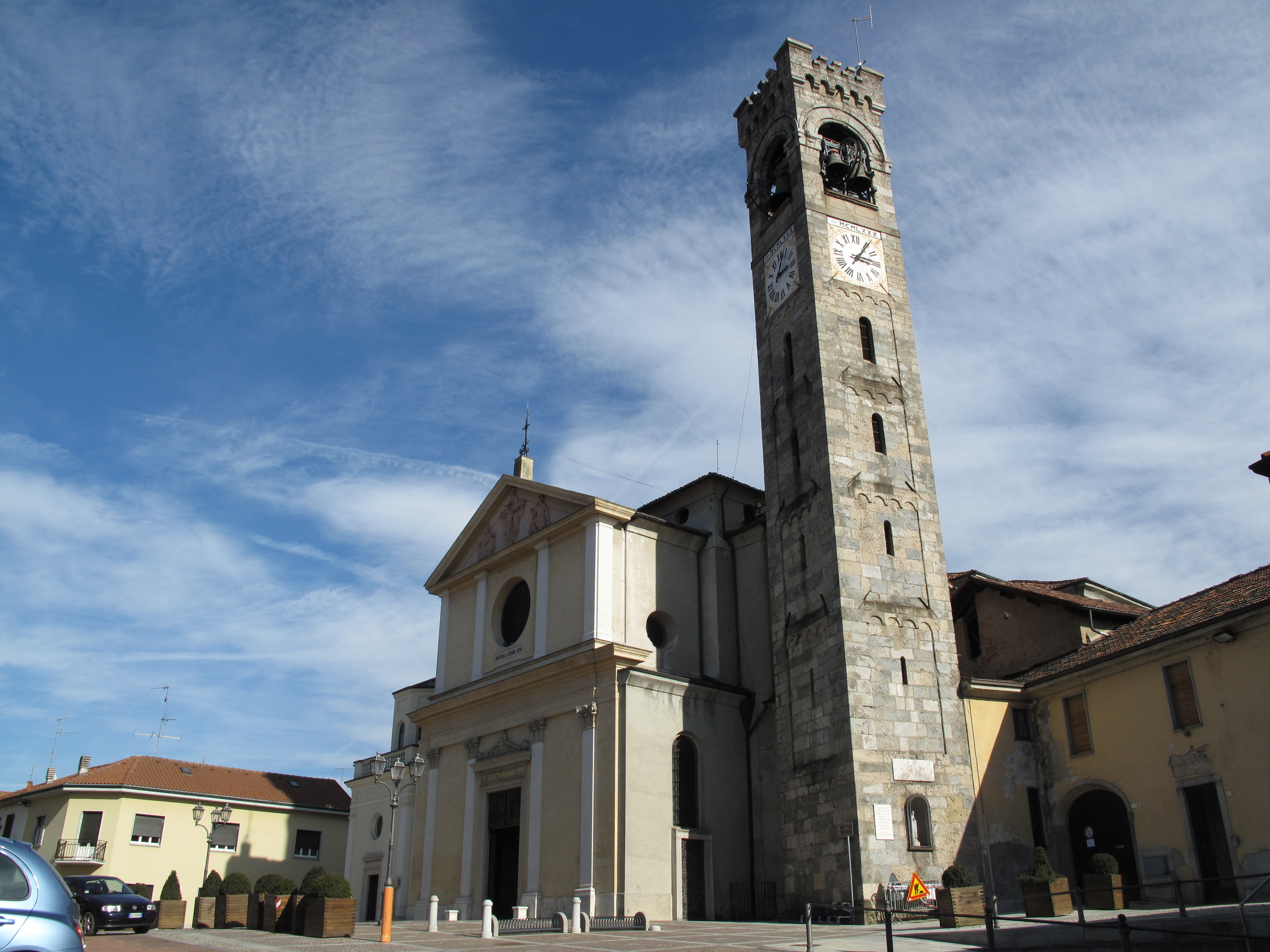
Kerk van Albiate

Albiate is een gemeente in de Italiaanse provincie Monza e Brianza (regio Lombardije) en telt 5710 inwoners (31-12-2004). De oppervlakte bedraagt 2,9 km², de bevolkingsdichtheid is 2608 inwoners per km².

## Demografie
Albiate telt ongeveer 2280 huishoudens. Het aantal inwoners steeg in de periode 1991-2001 met 18,0% volgens cijfers uit de tienjaarlijkse volkstellingen van ISTAT.
| Jaar | Inwoneraantal |
| ---- | ------------- |
| 1991 | 4420          |
| 2001 | 5216          |

## Geografie
De gemeente ligt op ongeveer 233 m boven zeeniveau.
Albiate grenst aan de volgende gemeenten: Carate Brianza, Triuggio, Seregno, Sovico, Lissone.

## Geboren
- Ercole Frigerio (1907-1952), motorcoureur

Agrate Brianza · Aicurzio · Albiate · Arcore · Barlassina · Bellusco · Bernareggio · Besana in Brianza · Biassono · Bovisio-Masciago · Briosco · Brugherio · Burago di Molgora · Busnago · Camparada · Caponago · Carate Brianza · Carnate · Cavenago di Brianza · Ceriano Laghetto · Cesano Maderno · Cogliate · Concorezzo · Cornate d'Adda · Correzzana · Desio · Giussano · Lazzate · Lentate sul Seveso · Lesmo · Limbiate · Lissone · Macherio · Meda · Mezzago · Misinto · Monza · Muggiò · Nova Milanese · Ornago · Renate · Roncello · Ronco Briantino · Seregno · Seveso · Sovico · Sulbiate · Triuggio · Usmate Velate · Varedo · Vedano al Lambro · Veduggio con Colzano · Verano Brianza · Villasanta · Vimercate
1. ↑  https://demo.istat.it/?l=it.